# Автошлях Т 2419
Автошля́х Т 2419 — автомобільний шлях територіального значення у Черкаській області. Пролягає територією Звенигородського району через Звенигородку — Багачеве. Загальна довжина — 8,3 км.

## Маршрут
Автошлях проходить через такі населені пункти:
| Автошлях Т 2419       |     |
| Черкаська область     |     |
| Звенигородський район |     |
| Звенигородка          | Н16 |
| Багачеве              |     |